# مقاطعة مورو (أوريغون)
مقاطعة مورو (بالإنجليزية: Morrow County)‏ هي إحدى مقاطعات ولاية أوريغون في الولايات المتحدة الأمريكية.